# Skogsstjärna
Skogsstjärna eller duvkulla (Trientalis europaea) är en växt i familjen ardisiaväxter. 
Skogsstjärnan växer i skogar och lundar i Skandinavien. Den är mjuk och spenslig, med tunna mörkgröna blad och en jordstam med långa, trådlika utlöpare i skogsmarkens lösa mylla. Den är vanlig i hela Norden ända upp till Norra ishavet och på fjällen ovanför trädgränsen, där den är mycket låg och ofta har rödlätt blomkrona och mindre, grågröna eller rodnande blad. Bilden föreställer den vanliga skuggformen från granskog i mellersta Sverige. Bladens karaktäristiska form och ställning beror på den svaga belysningen här på "bottnen", särskilt i det inre av skogen. 
Skogsstjärna har en bladrosett i stjälkens topp. Endast de högsta stjälkbladen uppnår full storlek. Alla dessa trängs på ungefär samma nivå för att få del av det svaga ljus som tränger ned mellan träden. Därför är också bladskivorna vågrätt utbredda, vinkelrätt mot ljusets infallsriktning. Rosettens blad avsmalnar mot skaftet så att de inte beskuggar varandra. De stjälkblad som inte ingår i rosetten är mycket små. När skogsstjärnan växer på öppen mark såsom i fjällen, är bladbasen inte så tydligt avsmalnande och skivorna inte vågrätt utbredda. 
Blomdelarnas antal är växlande men överstiger nästan alltid 5-tal. Ofta är de 7 i var och en av blommans bladkretsar.  Skogsstjärna blev i Linnés sexualsystem urtypen för 7:e klassen, Heptandria, den enda svenska representanten. 
Skogsstjärnan blommar på försommaren. Frukten avviker från andra i släktet genom att ytterväggen inte öppnar sig med ett visst antal flikar utan bortfaller helt, kvarlämnande den klotrunda frösamlingen, som ser ut som en liten fotboll, på det centrala fästet. 
Skogsstjärna är Värmlands landskapsblomma.